# Дадин, Ильдар Ильдусович
Ильда́р Ильду́сович Да́дин (14 апреля 1982, Железнодорожный, Московская область — 5 октября 2024, Волчанск, Харьковская область) — российский оппозиционный гражданский активист и украинский военный, первый осуждённый в России за неоднократное нарушение правил проведения митингов и пикетов.
По словам Дадина, он пришёл в протестное движение после того, как стал свидетелем фальсификаций на парламентских выборах в России. В 2011—2015 годах он регулярно участвовал в пикетах и акциях оппозиции, за что неоднократно задерживался правоохранительными органами и привлекался к административной ответственности. Широкая известность пришла к Дадину после того, как в начале 2015 года в его отношении было возбуждено первое в России уголовное дело по введённой в Уголовный кодекс РФ в 2014 году статье 212.1, предусматривающей уголовную ответственность за неоднократное нарушение порядка проведения митингов. В декабре 2015 года Дадин был приговорён к 3 годам лишения свободы и в связи с этим был признан узником совести международной организацией Amnesty International. В сентябре 2016 года Дадина отправили отбывать наказание в исправительную колонию в Карелии, откуда он через своего адвоката сообщил в письме супруге о том, что его подвергли пыткам и избиениям сотрудники колонии и лично её начальник. Письмо было опубликовано в СМИ и привлекло общественное внимание. В ФСИН заявили, что видеозаписи с камер наблюдения, которые могли подтвердить или опровергнуть это заявление, были уничтожены из-за истечения сроков хранения. Впоследствии два обследования независимыми врачами не выявили повреждений на теле Дадина от побоев. После этого инцидента Дадин был переведён в колонию в Алтайском крае.
24 января 2017 года Конституционный суд РФ потребовал пересмотра приговора Дадину. Суд отказался признать статью 212.1 УК РФ противоречащей Конституции (как того просил Дадин), но предложил российскому парламенту внести в неё изменения, пояснив, что уголовная ответственность может применяться только в том случае, если действия митингующего повлекли за собой вред гражданам, общественной безопасности или конституционно охраняемым ценностям. 22 февраля приговор в отношении Дадина был отменён Президиумом Верховного суда России, уголовное дело прекращено, за Дадиным признано право на реабилитацию. 26 февраля Дадин вышел на свободу, пробыв в местах лишения свободы 1 год и 2 месяца. Статья, по которой он был осуждён, получила неофициальное название «дадинская».
В марте 2022 года, после начала вторжения России на Украину, уехал из России в Польшу, чтобы затем воевать на стороне Украины. В Польше в течение года оформлял документы для участия в добровольческом батальоне, затем приехал на Украину и в июне 2023 года вступил в «Сибирский батальон» на стороне Украины. 5 октября 2024 года погиб в бою.

## Биография
Ильдар Дадин родился 14 апреля 1982 года в городе Железнодорожный Московской области. По национальности он татарин. В детстве и юношеском возрасте увлекался боксом. После окончания школы в Железнодорожном поступил в Московский государственный институт стали и сплавов на экономический факультет, потом перевёлся на факультет металлургии, однако вуз не окончил. Был призван на срочную службу в Вооружённые Силы РФ. Служил на флоте — сначала в Анапе, потом во Владивостоке. Вернувшись со срочной службы, работал в охране с 2003 года по 2010 год.

### 2011—2014 годы
После подведения итогов выборов в Государственную думу, состоявшихся 4 декабря 2011 года, у Дадина возникло недоверие к действующим избирательным процессам, организуемым ЦИК, к подсчёту голосов.
До конца 2011 года я вообще не знал, что в России есть протестное движение, есть тот беспредел, о котором я узнал впоследствии. Я узнал об этом, когда увидел в конце 2011 года мощнейшие фальсификации на выборах.

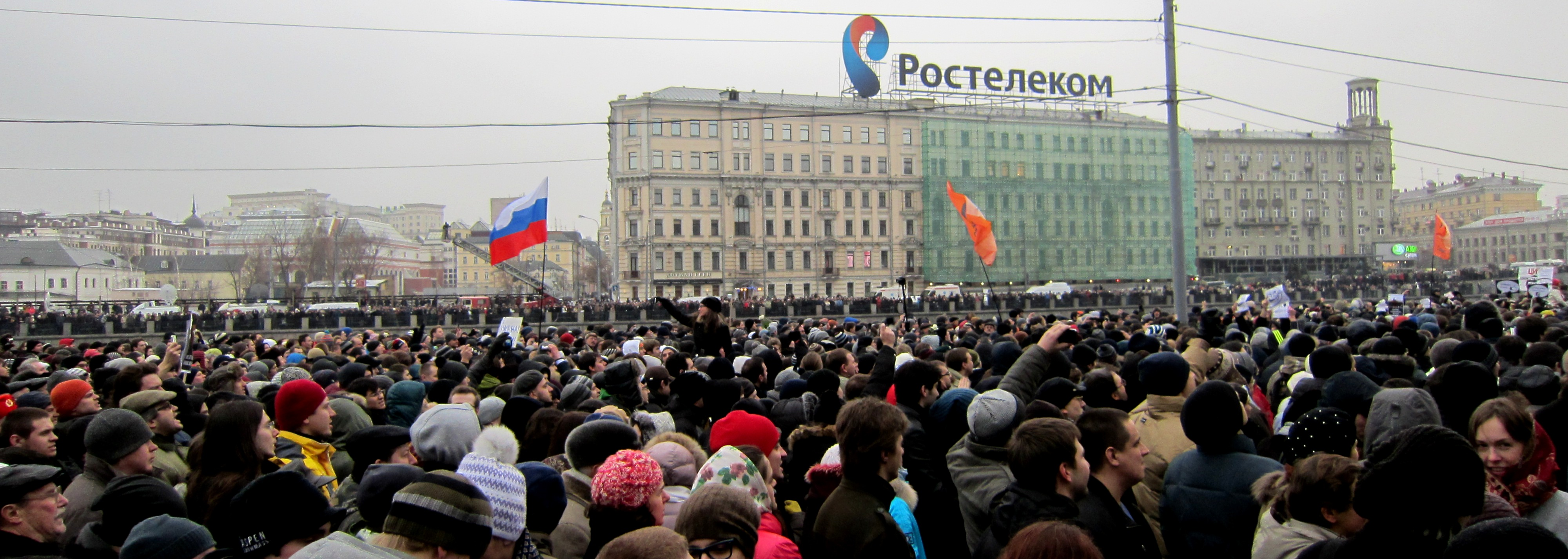
Митинг на Болотной площади 10 декабря 2011 года

10 декабря 2011 года Ильдар Дадин впервые посетил протестный митинг — митинг против фальсификаций на выборах, который прошёл на Болотной площади Москвы и стал одним из самых массовых.
На проходивших 4 марта 2012 года выборах президента России Дадин был наблюдателем от штаба Михаила Прохорова. Совместно с наблюдателями ассоциации «Голос» участвовал в наблюдении за голосованием на избирательном участке № 530 в городе Железнодорожный. Там произошёл конфликт с членами участковой избирательной комиссии, которые распорядились удалить наблюдателей. Посчитав решение незаконным, четверо наблюдателей отправились жаловаться в территориальную избирательную комиссию, находившуюся в здании администрации. В здании ТИК их не пустили дальше проходной, сказав писать жалобу. По словам наблюдателей, затем вошли восемь человек крепкого телосложения в спортивных костюмах, которые их вытолкали на улицу, избили, после чего запихнули в машину и вывезли за пределы города в промзону, сказав более не ходить в ТИК. Председатель Мособлизбиркома Ирек Вильданов отрицал факт избиения, заявив: «На них составили протокол и удалили. После того как им не разрешили вернуться на участок, они заявили, что их избили».
Впоследствии Дадин неоднократно был наблюдателем на выборах в составе выездных групп общественного движения «Сонар» и проекта «Гражданин наблюдатель»: досрочные выборы городской думы в Касимове (22 июля 2012 года), выборы в Саратовскую областную думу (14 октября 2012 года), выборы в Узловой (2013 год), выборы в Жуковском (2013).
6 мая 2012 года был задержан в ходе разгона полицией «марша миллионов» на Болотной площади.
9 мая 2013 года участвовал в акции «Смерть кремлёвским оккупантам», пройдя вместе с другими активистами с плакатом по Тверской улице. Участников акции задержали, а на следующий день, когда их должны были везти в суд, Дадин сбежал из ОВД «Тверское». Свой побег он объяснил тем, что полицейские за сутки не назвали ему причину задержания, многократно нарушили его права и при этом не представлялись. Через четыре недели его задержали на другой акции протеста (против сноса старинного здания в Москве), и выдали повестку в суд за акцию 9 мая.
6 октября 2013 года был задержан во время акции против законопроекта об изъятии детей у ЛГБТ-пар. Ему сообщили, что он может получить обвинение по статье 318 УК РФ «Применение насилия в отношении представителя власти». Однако позже Дадина отпустили без вручения повестки.
6 августа 2014 года Дадин был задержан во время серии одиночных пикетов в защиту обвиняемых по «Болотному делу», проводившихся на Манежной площади у памятника маршалу Жукову. Вместе с семью другими задержанными был доставлен в ОВД «Мещанский». По заявлению Дадина, перед задержанием ему рассёк бровь ударом человек в форме, но без нагрудного знака полицейского.
12 августа 2014 года Дадин участвовал в антивоенной акции «Вечер памяти и скорби». Заявка на шествие по московским бульварам подавалась дважды — на 5 и 12 августа, но мэрия Москвы не согласовала заявленное время и место. В итоге организаторы отказались от шествия, но решили собраться на Пушкинской площади без плакатов и транспарантов, а затем пройти к посольству Украины, возложить к ограде цветы и поставить свечи. Однако приходивших к памятнику Пушкину встречали молодые люди с георгиевскими ленточками и полицейские, которые предупреждали о том, что акция не была согласована, и требовали разойтись. Пришедший на акцию Дадин прошёл до здания посольства Украины, однако там он был задержан и доставлен в ОВД «Хамовники».
23 августа 2014 года Дадин был задержан в ходе одиночного пикета на Манежной площади и доставлен в ОВД «Китай-город», отпущен после составления административного протокола по статье 19.3 КоАП РФ.
5 декабря 2014 года 8 активистов, среди которых был и Дадин, прошли по Мясницкой улице с плакатом «Вчера — Киев, завтра — Москва» и зажжёнными сигнальными шашками. Акция была посвящена событиям, происходившим 5 декабря 2011 года. Пять активистов были задержаны и доставлены в ОВД «Басманный», среди них и Дадин. После этого он обратился с жалобой в Железнодорожный городской суд Московской области, оспаривая условия содержания в ОВД «Басманный». По мнению Дадина, условия были пыточными: задержанные находились в тесных камерах без спальных мест, им не выдавали горячую еду, всю ночь в камерах горел свет. 15 июня 2015 года судья Рыбкин признал условия задержания нарушающими статью 3 Европейской конвенции о защите прав человека и основных свобод, которая запрещает пытки, бесчеловечное или унижающее достоинство обращение или наказание.

### 2015—2017 годы, обвинение и уголовное преследование по статье 212.1 УК

#### Административный арест, дело по статье 212.1 УК
15 января 2015 года Дадин был задержан на Манежной площади в ходе акции в поддержку Алексея Навального и его брата Олега, осуждённых по делу «Ив Роше». На следующий день Тверской районный суд Москвы признал его виновным в «неповиновении законному требованию полицейского» и присудил максимально возможный по статье 19.3 срок — 15 суток ареста. 30 января, после истечения срока административного ареста, в его отношении было возбуждено уголовное дело и ему было предъявлено обвинение по статье 212.1 УК (неоднократное нарушение порядка проведения митингов). После этого Дадина поместили в изолятор временного содержания (ИВС) в здании ГУВД Москвы на Петровке, 38.

#### Домашний арест и суд по уголовной статье
3 февраля 2015 года Замоскворецкий районный суд Москвы отправил Дадина под домашний арест на два месяца в качестве меры пресечения на время расследования уголовного дела по статье 212.1 УК (следователь просил о заключении под стражу). Дадин находился под домашним арестом по месту прописки, в городе Железнодорожный Московской области, где также проживали его родители, сестра и брат. Домашний арест четыре раза продлевался.
3 декабря 2015 года взят под стражу и помещён в СИЗО-4 («Медведково»). 7 декабря 2015 года Дадин был признан виновным по обвинению в совершении преступления, предусмотренного ст. 212.1 УК РФ («Неоднократное нарушение установленного порядка организации либо проведения собрания, митинга, демонстрации, шествия или пикетирования»). Дадина приговорили к трём годам колонии общего режима. Он стал первым в России осуждённым по данной уголовной статье. 11 декабря адвокаты обжаловали приговор.
31 марта 2016 года суд второй инстанции сократил срок до 2,5 лет. Прокуратура просила 2 года в колонии общего режима. Согласно приговору, с 2012 по 2014 год Дадин 30 раз привлекался по административным статьям. В суде ему вменили четыре эпизода, четыре административных задержания с августа 2014 по январь 2015 года: это одиночные пикеты (где его задерживали, хотя такой пикет не требует согласования) и шествие по Мясницкой улице с растяжкой «Вчера — Киев, завтра — Москва».
По словам жены Дадина, Уполномоченный по правам человека в РФ Татьяна Москалькова подала кассационную жалобу в интересах осуждённого. 30 сентября 2016 года Мосгорсуд отклонил эту жалобу. Ранее в СМИ появилась информация со ссылкой на неназванного человека из «окружения» уполномоченного, что Москалькова не подписывала каких-либо документов в поддержку Дадина. Защита Дадина отправила жалобу в Конституционный суд Российской Федерации (в ней оспаривалась конституционность статьи 212.1 Уголовного кодекса Российской Федерации), а также в ЕСПЧ. В январе 2017 года на заседании Конституционного суда была зачитана просьба Т. Н. Москальковой о сохранении статьи 212.1 Уголовного кодекса Российской Федерации. Москалькова просила сохранить статью «с учётом запроса общества». Это выступление адвокат Дадина назвал «ножом в спину правам человека».
В сентябре 2016 года Дадин был этапирован к месту отбытия наказания, в ИК-7 в городе Сегежа Республики Карелия.

#### Пребывание вИК-7и ИК-5
В конце октября 2016 года журналистам стало известно о том, что в ИК-7 (начальник колонии майор Коссиев Сергей Леонидович), по словам Ильдара Дадина, записанным его адвокатом Алексеем Липцером и переданным его супругой Анастасией Зотовой, сотрудники колонии на протяжении месяца подвергали его жестоким пыткам и истязаниям. «Всего избивали за этот день четыре раза, по 10-12 человек одновременно, ногами. После третьего избиения опустили голову в унитаз прямо в камере», — написал Ильдар в письме жене, которое смог надиктовать своему адвокату при посещении им колонии. Из письма Дадина к жене: «11 сентября 2016 года ко мне пришёл начальник колонии Коссиев с тремя сотрудниками. Они вместе начали меня избивать… 12 сентября 2016 года пришли сотрудники, сковали мне руки за спиной и подвесили за наручники. Такое подвешивание причиняет страшную боль в запястьях, кроме того, выкручиваются локтевые суставы и чувствуешь дикую боль в спине. Так я висел полчаса. Потом сняли с меня трусы и сказали, что сейчас приведут другого заключённого и он меня изнасилует, если я не соглашусь прекратить голодовку. После этого привели к Коссиеву в его кабинет, где он в присутствии других сотрудников сказал: „Тебя ещё мало били. Если я отдам распоряжение сотрудникам, тебя будут избивать гораздо сильнее. Попробуешь пожаловаться — тебя убьют и закопают за забором“. Потом избивали регулярно, по несколько раз в день». В ноябре 2016 года о жалобах Дадина на пытки в колонии было доложено президенту России Владимиру Путину.
В управлении ФСИН по Карелии подтвердили применение физической силы к Ильдару Дадину только 11 сентября 2016 года: «Дадин в грубой форме отказался выходить из камеры, принимать положение для обыска, стал хватать руками сотрудников за форменную одежду, в результате чего к нему была применена физическая сила и спецсредства».
Согласно сообщению пресс-службы ФСИН, 2 ноября 2016 года комиссия независимых врачей ФГБУЗ РК «Сегежская центральная районная больница» провела медицинский осмотр Дадина в ИК-7 и пришла к заключению: «Состояние Дадина расценивается как удовлетворительное, следов побоев на его теле не обнаружено, так же как и признаков ранее полученных травм». После этого «организован выезд Дадина в Петрозаводскую городскую больницу для проведения дополнительного инструментального обследования, в том числе проведения электроэнцефалографии».
Председатель карельской ОНК Александр Рузанов сразу после публикации письма Дадина предположил, что оно было написано кем-то другим и что это «настоящая раскачка». Тем не менее Совет по правам человека нашёл подтверждение информации о насилии в колонии № 7 в Карелии, где отбывает срок Ильдар Дадин (об этом сообщил член СПЧ Игорь Каляпин). «Если изложить моё впечатление, как человека, который занимался тем, что общался с осуждёнными, изучал то, что можно было посмотреть, осматривал помещения, где это происходило, у меня сложилось убеждение, что Дадин события изложил верно», — заявил Каляпин.
Во время встречи 2 ноября 2016 года с сотрудником аппарата омбудсмена Ильдару стало плохо, и ему вызвали врачей — самой колонии и гражданских. По словам заместителя главы Общественной наблюдательной комиссии Москвы Евы Меркачёвой, врачи ФСИН обвинили Дадина в симуляции припадка, а гражданские врачи только констатировали, что состояние Дадина удовлетворительное и никаких признаков припадка нет.
3 ноября 2016 года представители Следственного комитета РФ заявили, что по предварительным данным доследственной проверки нет подтверждений заявлениям Дадина о пытках. В тот же день Дадин был обследован в больнице скорой медицинской помощи Петрозаводска, и травматических повреждений и их последствий врачи не нашли. Дополнительно (из-за подозрений на эпилепсию в связи с событиями 2 ноября) были проведены магнитно-резонансная томография и электроэнцефалография, — по словам главврача больницы Александра Хейфеца никаких изменений не обнаружено, но эпилепсия может не оставлять следов для подтверждения после приступа.
Из-за расследования заместитель директора ФСИН России Валерий Максименко заявил: «Если камера что-то не записала, если запись испортилась, плёнка пропала и так далее, ответственные лица будут наказаны … если хотя бы частичные подозрения о том, что слова Дадина могут быть правдивы и кто-то допустил такие нарушения в колонии, то они будут жёстко наказаны». Однако сотрудники колонии удалили практически все записи, сославшись на то, что истёк тридцатидневный срок их хранения.
В связи с этими событиями омбудсмен Татьяна Москалькова предложила перевести Дадина в другое учреждение, так как после таких заявлений о применении насилия всегда будут подозрения в необъективном подходе к человеку.
По заявлению председателя совета правозащитного центра «Мемориал» Александра Черкасова:
ПЦ «Мемориал» неоднократно заявлял о том, что считает Ильдара Дадина политзаключённым, приговор, вынесенный ему, — неправосудным, а саму ст. 212.1 УК РФ — антиконституционной. У нас нет оснований сомневаться в достоверности сути изложенных Дадиным сведений [об избиении].
9 ноября состоялось свидание Дадина со своей супругой Анастасией Зотовой. По словам Зотовой, здоровье Ильдара сильно ухудшилось. Дадин по-прежнему настаивал на своей версии о насилии со стороны сотрудников колонии и утверждал, что, хотя избивать его прекратили, в колонии продолжаются избиения других осуждённых.
11 ноября независимый врач-эпилептолог Василий Генералов по просьбе правозащитников осмотрел Дадина, но «не увидел на его теле следов травм». Генералов сообщил, что Дадин «не был настроен на эту диагностику» и его пришлось уговаривать пройти медицинский осмотр. По результатам осмотра и двухчасовой беседы с Дадиным у врача «не возникло ощущения, что его [Дадина] здоровью что-то угрожает, или по состоянию здоровья он в чём-то ограничен. Никаких следов травм не было». Врач также усомнился в наличии каких-либо скрытых повреждений: «Любые повреждения, даже если они скрытые, человека будут ограничивать в движениях. Я смотрел, как он [Дадин] ходит, наблюдал, как он переодевается, и у меня не возникло ощущения, что у него есть внутренние помехи, незаметные при осмотре, которые мешали бы ему выполнять какие-то действия».
2 декабря Дадина этапировали из колонии ИК-7 в Сегеже, после чего долгое время о его местонахождении его родственникам и общественности было ничего не известно. 8 января жена Дадина Анастасия Зотова сообщила СМИ о его прибытии в ИК-5 Алтайского края.

#### Пересмотр и отмена судебного приговора
24 января 2017 года, после заседания Конституционного суда РФ по жалобе Ильдара Дадина на неконституционность статьи 212.1 УК РФ, стало известно, что Верховный Суд РФ пересмотрит приговор. 10 февраля 2017 года Конституционный суд России обязал суды общей юрисдикции пересмотреть решения суда в отношении Дадина. В частности, суд постановил, что: «В том случае, если нарушение было противоправным „сугубо формально“, то оно не может влечь уголовную ответственность». Вместе с тем суд в своём решении допустил правомерность уголовной ответственности за неоднократные нарушения на митингах.
22 февраля 2017 года Президиум Верховного Суда России отменил приговор Ильдару Дадину, постановил прекратить в отношении него дело, освободить из-под стражи и признать право на реабилитацию. Это решение вызвало бурные обсуждения в обществе; в блогосфере даже звучали его сравнения с хрущёвской оттепелью.
После решения Верховного суда, Дадин ещё несколько дней оставался в колонии в связи с отсутствием официальных документов из суда. 26 февраля Дадин вышел на свободу, на выходе из исправительной колонии № 5 Алтайского края в Рубцовске его встретили жена Анастасия Зотова, сестра Лилия, активисты местного отделения партии «Яблоко», десять журналистов. Перед этим в 12:35 по местному времени (08:35 по Московскому) в колонию прибыла машина спецсвязи, на которой было доставлено постановление Верховного суда об отмене приговора Дадину. Срок отбывания наказания согласно приговору, вступившему в законную силу, но затем отменённому Верховным судом РФ, истекал 30 июля 2017 года. Руководство колонии № 5 принесло Дадину официальные извинения от имени Российской Федерации.
21 апреля 2017 года Дадин подал иск в Железнодорожный городской суд о взыскании с Российской Федерации (в лице Минфина) пяти миллионов рублей в качестве компенсации морального вреда за незаконное уголовное преследование, а также содержание под стражей и под домашним арестом в течение более двух лет. 31 мая суд частично удовлетворил иск, обязав выплатить Дадину два миллиона и двести рублей.

#### Реакция на уголовное преследование

##### В России
Один из авторов статьи УК РФ 212.1 Александр Сидякин сравнил осуждённого активиста с представителями Исламского государства, а также сказал, что Дадин «умышленно выказывал пренебрежение к обществу, изначально презрительно относился к правовой системе нашей страны».
В то же время глава Совета по правам человека при президенте РФ Михаил Федотов после приговора Дадину заявил, что статью о неоднократном нарушении порядка проведения митингов необходимо изъять из Уголовного кодекса РФ. Правозащитный центр «Мемориал» потребовал безусловного прекращения уголовного преследования Дадина и его немедленного освобождения, а также срочного принятия меры для защиты его прав, пока он находится в заключении. Также эта организация призвала российских и иностранных граждан и организации обращаться с этими требованиями в инстанции, от которых зависят жизнь и здоровье Ильдара Дадина, а иностранным партнёрам России — при любых контактах с российскими властями поднимать вопрос о судьбе Ильдара Дадина и других российских политзаключённых.
2 декабря 2016 года ФСИН пригрозила подать на Дадина в суд за клевету. Немногим ранее замглавы ФСИН Валерий Максименко назвал его «очень талантливым имитатором». В тот же день комиссия президентского совета по правам человека опубликовала доклад, из которого следует, что к Дадину и ещё нескольким осуждённым из ИК-7 могли применяться пытки и издевательства.
Начальник сегежской ИК-7 Сергей Коссиев в феврале 2018 года был отправлен в отставку. Официальная причина ухода — «достижение пенсионного возраста», но Павел Чиков связал это событие с делом Дадина. В том же году в отношении Коссиева и его заместителя было возбуждено уголовное дело по обвинению в превышении полномочий и злоупотреблении ими (речь шла о вымогательстве денег у заключённых).
Статья УК, по которой был осуждён Ильдар Дадин, получила неофициальное название «дадинская». В мае 2020 года согласно новому федеральному закону люди, осуждённые по этой статье, потеряли пассивное избирательное право на срок пять лет после снятия или погашения судимости.

##### В мире
Международная неправительственная организация по продвижению прав человека Amnesty International признала активиста узником совести. Омбудсмен Германии Кристоф Штрессер заявил, что «гарантируемые российской конституцией права на свободу мнений, свободу объединения в организации и свободу собрания подрываются принятием и применением ужесточённых законов».
В ноябре 2016 года депутаты Европарламента проголосовали за резолюцию, призывающую немедленно освободить Ильдара Дадина.

### После освобождения из ИК в 2017 году
9 марта 2017 года Дадин был задержан полицией на несколько часов во время проведения одиночного пикета с требованием отставки главы управления ФСИН по Карелии Александра Тереха. Пикет, сменяясь, проводили Дадин и правозащитник Лев Пономарёв. Поводом для задержания стал отказ Дадина предъявить документы, позволяющие удостоверить его личность. По словам Дадина, в момент задержания он в акции уже не участвовал, плакат не держал, а действия сотрудников полиции считает незаконными.
2 апреля 2017 года Дадина задержали за проведение одиночного пикета около здания ГУВД Москвы (Петровка, 38). После этого он был допрошен в качестве свидетеля по делу о призывах к массовым беспорядкам (во время массовых протестов 26 марта и 2 апреля 2017 года). 26 апреля Тверской суд Москвы назначил Дадину административный штраф в размере 15 тысяч рублей.
14 августа 2019 года Дадин был задержан у исправительной колонии № 3 в Смоленской области, куда он приехал в связи с освобождением Дениса Бахолдина, отсидевшего срок за участие в организации «Правый сектор». Впрочем, уже через четыре часа Дадина отпустили, так и не назвав причину задержания и не составив протокол.

### После вторжения России на Украину
В марте 2022 года, после вторжения России на Украину, уехал в Польшу. В течение года оформлял документы для участия в добровольческом батальоне, затем приехал на Украину и в июне 2023 года вступил в «Сибирский батальон» (выбрал себе позывной «Ганди»). В дальнейшем воевал в составе легиона «Свобода России» вооружённых сил Украины.
5 октября 2024 года Ильдар Дадин погиб в ходе боевых действий в Харьковской области. 31 октября 2024 года в крематории Байкового кладбища состоялась церемония прощания с Ильдаром Дадиным, его тело, в соответствии с волей покойного, кремировали.

## Личная жизнь
Бывшая жена — Анастасия Зотова, родилась 19 августа 1991 года, окончила с красным дипломом факультет журналистики МГУ, поступила в аспирантуру, работала журналистом-новостником на «Радио России», NEWSru.com и в «Новых Известиях», потом в 2016 году в предвыборном штабе Марии Бароновой. Познакомились с Ильдаром Дадиным в августе 2014 года, в декабре начали жить вместе. Поженились 25 февраля 2016 года на территории следственного изолятора в Москве. В мае 2017 года Дадин объявил о разводе с Анастасией, обвинив её в супружеской измене и в «выставлении себя на публике любящей супругой, героической девушкой». По словам Дадина, о факте измены ему сообщил предполагаемый любовник его жены, который рассказал «специфические интимные подробности, которые может знать только тот, кто очень близко общался с Анастасией».
Женился на гражданке Украины Александре Свешниковой. В конце 2021 года Министерство внутренних дел аннулировало разрешение на её временное проживание в России. В своём решении ведомство сослалось на пункт закона «О правовом положении иностранных граждан в Российской Федерации», который может аннулировать разрешение на проживание иностранцу, если тот «выступает за насильственное изменение основ конституционного строя Российской Федерации» или «иными действиями создаёт угрозу безопасности» страны и граждан. Представитель семьи Николай Зборошенко заявил: «Мы считаем, что таким образом Ильдара и Александру пытаются выдавить из России».

## Награды
В мае 2017 года было объявлено, что Дадин стал лауреатом ежегодной премии Бориса Немцова с формулировкой «За смелость в отстаивании демократических ценностей».